# آلوارو مارتین
آلوارو مارتین (انگلیسی: Álvaro Martín؛ زادهٔ ۱۸ ژوئن ۱۹۹۴) دونده پیاده‌روی سرعت اهل اسپانیا است.
وی در مسابقات کشوری و بین‌المللی در مجموع برندهٔ ۵ مدال طلا، ۱ مدال نقره، ۲ مدال برنز شده است.